# Eugenio A. Garay
Eugenio Alejandrino Garay Argaña (Asunción, 16 de noviembre de 1874-22 de marzo de 1937) fue un militar y periodista paraguayo que tuvo una destacada actuación en la guerra del Chaco.

## Biografía
Eugenio Alejandrino Garay nació en Asunción el 16 de noviembre de 1874. Fue hijo de Vicente Garay y Constancia Argaña. Tras el fallecimiento de su padre, la familia se trasladó a Pirayú, donde realizó sus estudios primarios. Posteriormente, junto con su hermano Blas Manuel, se estableció en Asunción e ingresó al Colegio Nacional de la Capital.
Aunque durante su juventud ejerció el periodismo, su orientación vocacional se inclinaba hacia la carrera militar. El 19 de febrero de 1897, en virtud de su rendimiento académico destacado en el Colegio Nacional de la Capital, fue beneficiado con una beca estatal para realizar estudios en la Escuela Militar del Libertador Bernardo O'Higgins, en Chile. Egresó como el mejor alumno de su promoción, lo que le otorgó el derecho de seleccionar su unidad de destino. Optó por incorporarse al Regimiento de Infantería N.º 1 «Buín», considerado una de las unidades más prestigiosas del Ejército Chileno, donde fue promovido al grado de teniente primero el 11 de noviembre de 1900.
A su regreso al Paraguay fue incorporado al Ejército Paraguayo con el grado de capitán de infantería el 5 de junio de 1902, siendo asignado al Regimiento de Infantería N.º 1, con guarnición en Asunción. Posteriormente, el 19 de octubre de 1904, fue ascendido a sargento mayor de infantería.
En septiembre de 1908 fue comisionado en misión diplomática ante los gobiernos de Alemania, Francia y el Reino Unido, permaneciendo en Europa hasta el 27 de noviembre de 1910. A su retorno fue nombrado miembro del Consejo adscrito al Ministerio de Guerra y Marina, con funciones en el Estado Mayor.
El 1 de marzo de 1912 fue designado ministro secretario de Estado en el Departamento de Guerra y Marina. Sin embargo, debido a la revolución del 27 de marzo de ese mismo año, que resultó en la disolución del ejército del gobierno depuesto, fue separado del servicio. En ese contexto, el 11 de marzo de 1912, se le otorgó el grado de teniente coronel en comisión.
Durante la guerra del Chaco fue reincorporado al servicio activo. El 7 de septiembre de 1933 recibió el ascenso a teniente coronel efectivo, y el 8 de octubre de 1934 fue promovido al grado de coronel de infantería. El 1 de mayo de 1947 se le confirió, en forma póstuma, el ascenso al grado de general de brigada, en reconocimiento a los servicios prestados en dicho conflicto.

## Guerra del Chaco
En ocasión de la movilización general de 1928, motivada por los incidentes en el fortín Vanguardia, Garay se presentó como voluntario ante el Ministerio de Guerra y Marina, pero su solicitud fue rechazada por exceder la edad establecida para el servicio. No obstante, el 25 de febrero de 1933, ante la ofensiva boliviana dirigida por el general Hans Kundt, fue convocado e incorporado al Regimiento de Infantería N.º 16 «Mariscal López» (RI-16 Mariscal López). En ese momento tenía 57 años.

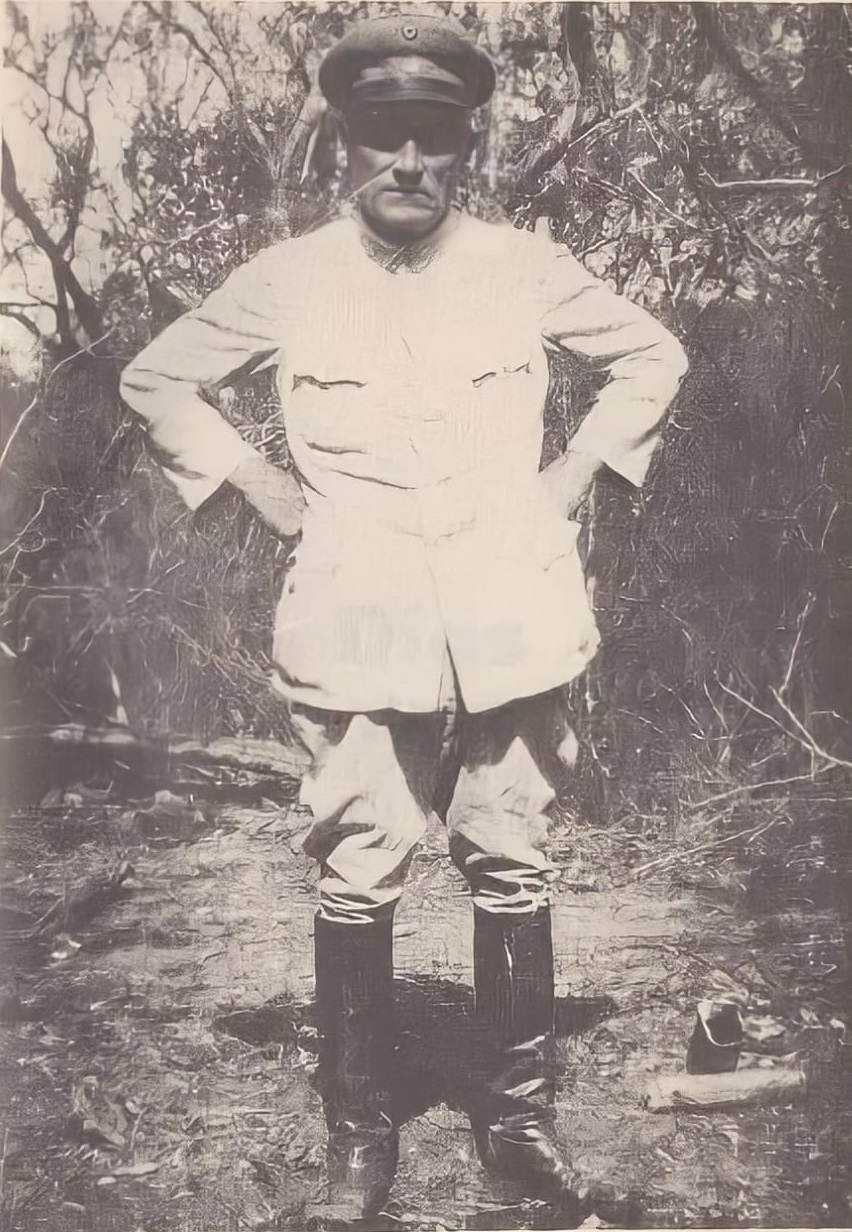
Eugenio Garay durante la guerra del Chaco.

### Batalla de Campo Grande
Durante la batalla de Campo Grande, en septiembre de 1933, estuvo a cargo del cierre del cerco por el flanco sur. Ingresó personalmente al puesto de mando boliviano para negociar las condiciones de rendición de los dos regimientos enemigos cercados. La capitulación fue firmada por el coronel Capriles en su presencia.
El 18 de enero de 1934 fue designado comandante de la 7.ª División de Infantería. En ese momento era el oficial de mayor edad en el teatro de operaciones del Chaco, caracterizado por condiciones operativas extremadamente exigentes.

### Batalla de Cañada El Carmen
El general José Félix Estigarribia separó del 2.º Cuerpo de Ejército, comandado por el coronel Juan Manuel Frutos, a la 8.ª División de Infantería, bajo el mando de Garay, quien avanzó por el flanco norte del dispositivo ofensivo. El 16 de noviembre de 1934, sus unidades lograron salir a la retaguardia de la 2.ª División de Reserva boliviana, que de ese modo quedó atrapada junto con la 1.ª División boliviana, previamente semienvolvida por el flanco sur.

### Batalla de Yrendagüé
Quince días después, Garay condujo a la vanguardia de su división en la maniobra conocida como la batalla de Yrendagüé, entre el 5 y el 8 de diciembre de 1934. La operación consistió en una infiltración profunda de 70 kilómetros en territorio hostil, culminando con la captura del fortín Yrendagüé y el aseguramiento de sus pozos de agua. Esta acción provocó la desarticulación del Cuerpo de Caballería boliviano, bajo el mando del coronel David Toro. Durante la marcha, Garay pronunció una frase que fue registrada por los efectivos presentes:  
«No muráis todavía, hijos míos, os pido que soportéis dos horas más para ir a morir todos juntos en Yrendagüé»

### Batalla de Villamontes
En enero de 1935, Garay desplegó sus fuerzas sobre Carandayty, envolviendo el flanco sur de dicha localidad y cortando las vías de comunicación hacia Capirenda y Macharetí. El 18 de marzo de 1935, mediante Orden General N.º 320 del Segundo Cuerpo de Ejército, fue nombrado comandante interino de dicha unidad. El 5 de abril cruzó el río Parapetí, iniciando una ofensiva contra las fuerzas bolivianas del Segundo Cuerpo de Ejército, comandadas por el coronel Bernardino Bilbao Rioja, que contaban con superioridad numérica y material. La operación concluyó con la captura de Charagua. La contraofensiva boliviana iniciada el 16 de abril no logró arrebatar el control del cruce de Huirapitindí, cuya defensa, dirigida por Garay, mantuvo la posición en condiciones favorables para una eventual contraofensiva.